# El amor brujo (pel·lícula de 1986)
El amor brujo és una pel·lícula de cinema espanyola, dirigida per Carlos Saura l'any 1986. És la tercera part de la trilogia sobre el flamenc d'aquest director iniciada amb Bodas de sangre (1981) i Carmen (1983). Està basada en el ballet El amor brujo de Manuel de Falla. La banda sonora és interpretada per Rocío Jurado i l'Orquestra Nacional d'Espanya, dirigida per Jesús López Cobos. Fou coreografiada a l'estil flamenc per María Pagés. Va participar fora de competició al 39è Festival Internacional de Cinema de Canes i fou la pel·lícula de clausura.

## Argument
Candela, que és estimada per Carmelo, es casa amb José en un matrimoni preestablert decidit pels seus respectius pares. José està enamorat de la coqueta Lucía i mor defensant el seu honor. Carmelo és arrestat per error per l'assassinat i passa alguns anys a la presó. Després de ser alliberat, declara el seu amor per Candela.
Tot i que ara Candela és "lliure" per casar-se amb Carmelo, el fantasma de José la persegueix (i l'obsessiona), reapareix cada nit per ballar amb ella. Candela, mentre parla amb Lucía, s'assabenta que José la va perseguir fins i tot després de casar-se amb Candela. Ella renuncia a ell, però no és capaç de deixar-la. Tía Rosario preveu la solució: Lucia ha de ballar amb José, un acte que exorcitzarà el seu fantasma per a sempre. (Mai és clar si Lucía renuncia a la seva vida per unir-se a ell, però no reapareix a la pel·lícula després de la seva dansa.)

## Repartiment
- Antonio Gades	 ... 	Carmelo
- Cristina Hoyos	... 	Candela
- Laura del Sol	... 	Lucía
- Juan Antonio Jiménez... 	José
- Emma Penella	... 	Tía Rosario
- La Polaca	... 	Pastora
- Gómez de Jerez	 ... 	El Lobo/Cantaores
- Enrique Ortega	... 	Padre de José
- Diego Pantoja	... 	Padre de Candela
- Giovana	... 	Rocío
- Maria Campano		(as Mari Campano)
- Candy Román	... 	Chulo
- Enrique Pantoja
- Manolo Sevilla	... 	Cantaores
- Antonio Solera	... 	Guitarrista
- Manuel Rodríguez	... 	Guitarrista
- Juan Manuel Roldán	... 	Guitarrista

## Premis
| Any  | Premi                                 | Categoria                                        | Resultat  |
| ---- | ------------------------------------- | ------------------------------------------------ | --------- |
| 1987 | Premis Goya                           | Millor Fotografia (Teo Escamilla i Emilio Bujez) | Guanyador |
| 1987 | Premis Goya                           | Millor Disseny de Vestuari (Gerardo Vera)        | Guanyador |
| 1987 | Premi Goya                            | Millor Muntatge (Pedro del Rey)                  | Nominada  |
| 1987 | Festival de Cinema Fantàstic de Porto | Millor Pel·lícula                                | Nominada  |